# Анищик, Георгий Степанович
Гео́ргий Степа́нович Ани́щик — советский военачальник, генерал-лейтенант (07.05.1960).

## Биография
Родился в 1911 году в селе Брянская Пристань. Член КПСС с 1932 года.
С 1933 года — на военной службе. 
В 1929—1970 гг. — курсант, командир роты 23-й механизированой бригады, и.д. командира 128-го учебного танкового батальона 45-й легкотанковой бригады, командир батальона средних танков 116-го танкового полка 58-й танковой дивизии, командир отдельного разведбата 2-й Уссурийской танковой дивизии, командир 2-го танкового полка 2-й танковой дивизии 1-й Краснознаменной армии, командир 257-й Уссурийской танковой бригады, командир 257-го отд. тяжелого танко-самоходного полка, заместитель командира 10-й гвардейской механизированной дивизии, командир 27-й механизированной дивизии, командир 31-го особого армейского корпуса, командующий 18-й гвардейской армией Группы советских войск в Германии, 1-й заместитель командующего войсками Прикарпатского военного округа, 1-й заместитель командующего войсками Северо-Кавказского военного округа.
Делегат XXII съезда КПСС.
Умер в Ростове-на-Дону в 1984 году.